# Església de la Soledat (Igualada)
L'Església de la Soledat és una església del municipi d'Igualada (Anoia) protegida com a bé cultural d'interès local.

## Descripció
És una construcció industrial de la segona etapa del modernisme construït amb pedra i totxo cuit que remarca totes les obertures de l'edifici creant un ritme compositiu ple de dinamisme mitjançant les alternances d'entrants i sortints als marcs de finestres i portes. La façana queda dividida en tres franges horitzontals, si bé la superior es redueix notablement a la part central per acabar amb un frontó triangular que a manera d'arc de triomf tanca el conjunt.